# ドース・A・ランファー
ドース・A・ランファー（Dorse A. Lanpher 、1935年6月10日 - 2011年12月16日）はウォルト・ディズニー・カンパニー所属のアニメーター。アメリカ合衆国出身。

## 経歴
現在のアートセンター・カレッジ・オブ・デザインで工業デザインを学んでいたが1956年に中退し、アニメーションの道に切り替えた。1959年に『眠れる森の美女』のエフェクトを担当したが、この時はクレジットされていない。
1980年代にはドン・ブルースらとともにディズニーを離れ、ドン・ブルース・プロダクションにてエフェクト原画のディレクターを務める。代表作である『ニムの秘密』では、際立った色づかいと影の動画により絵に奥行きを与え、長年アニメーションでは顧みられることのなかった照明効果を実現させた。例えば炎はセルに描かれるのみならず、色のついたゲルを炎の形に切り抜いて後ろから強い光を当て、レンズの焦点をずらして撮影することにより炎の熱さを強調し、暈（ハロー効果）を効果的に再現した。
1990年代までにはディズニーに復帰しており、アカデミー作品賞にノミネートされた『美女と野獣』ではエフェクト原画部門を統括した。『アラジン』劇中でジニーが召喚してアラジンを取り囲む40人の盗賊たちはディズニーの主要なアニメーターをモデルとしており、ランファーもその一人に含まれる。

## 映画
| アメリカ公開年 日本公開年     | 邦題 原題                                             | 担当           | 備考 |
| ----------------------------- | ----------------------------------------------------- | -------------- | ---- |
| 1959年1月29日 1960年7月23日   | 眠れる森の美女 Sleeping Beauty                        | エフェクト原画 |      |
| 1961年1月25日 1962年7月27日   | 101匹わんちゃん One Hundred and One Dalmatians        | エフェクト原画 |      |
| 1963年12月25日 1964年7月18日  | 王様の剣 The Sword in the Stone                       | 動画           |      |
| 1977年6月22日 1981年12月19日  | ビアンカの大冒険 The Rescuers                         | エフェクト原画 |      |
| 1977年12月16日                | ピートとドラゴン Pete's Dragon                        | エフェクト原画 |      |
| 1978年12月16日                | ロバと少年 The Small One                              | エフェクト原画 |      |
| 1979年12月21日 1980年12月20日 | ブラックホール The Black Hole                         | 原画           |      |
| 1981年7月10日 1983年3月12日   | きつねと猟犬 The Fox and the Hound                    | エフェクト原画 |      |
| 1983年12月16日                | ミッキーのクリスマスキャロル Mickey's Christmas Carol | エフェクト原画 |      |

## 著書
- Dorse A. Lanpher (2010). Flyin' Chunks and Other Things to Duck: Memoirs of a Life Spent Doodling for Dollars
  - ハードカバー： ISBN 9781450261005
  - ペーパーバック： ISBN 9781450260992
  - 電子書籍： ISBN 9781450261012